# Мережки
Мере́жки — селище Амвросіївської міської громади Донецького району Донецької області, Україна.

## Загальні відомості
Відстань до Амвросіївки становить близько 25 км і проходить автошляхом Т 0509.
Унаслідок російської військової агресії із серпня 2014 р. Мережки перебувають на території ОРДЛО.

## Населення
За даними перепису 2001 року населення селища становило 82 особи, з них 48,78 % зазначили рідною мову українську, 41,46 % — російську, 1,22 % — вірменську та грецьку мови.